# Nueva Granada (Magdalena)
Nueva Granada é um município da Colômbia, localizado no departamento de Magdalena.